# Per Rasmussen
Per Henrik Stisen Rasmussen (Svendborg, 2 de febrero de 1959) es un deportista danés que compitió en remo.
Participó en tres Juegos Olímpicos de Verano entre los años 1980 y 1988, obteniendo una medalla de bronce en Los Ángeles 1984 en la prueba de cuatro sin timonel.

## Palmarés internacional
| Juegos Olímpicos | Juegos Olímpicos             | Juegos Olímpicos  | Juegos Olímpicos   |
| Año              | Lugar                        | Medalla           | Prueba             |
| ---------------- | ---------------------------- | ----------------- | ------------------ |
| 1984             | Los Ángeles (Estados Unidos) | Medalla de bronce | Cuatro sin timonel |